# Philiris griseldis
Philiris griseldis är en fjärilsart som beskrevs av Otto Staudinger 1888. Philiris griseldis ingår i släktet Philiris och familjen juvelvingar. Inga underarter finns listade i Catalogue of Life.